# 慢性疼痛
持續時間超過3到6個月的疼痛，會被歸類為慢性疼痛（英語：Chronic pain）。在醫學上，急性疼痛和慢性疼痛之間的區別經常是以疼痛發作後經歷的時間長度而定。兩個常用的時間標識是持續3個月，或是6個月，但有些理論家和研究人員把急性疼痛轉化為為慢性疼痛的時間拉長到12個月。但又有人描述急性疼痛是持續不到30天的疼痛，而描述慢性疼痛是為期6個月的疼痛，把介於1個月到6個月之間的稱為亞急性（subacute）疼痛。有個流行的慢性疼痛替代定義，並不涉及固定的持續時間，而把慢性疼痛描述為“超出預期癒合所需時間的疼痛”。
慢性疼痛可能源自身體，也可能源自大腦，或是脊髓。通常很難治療。流行病學研究發現，世界各國中有8%到11.2%的人患有慢性全身疼痛。最初被推薦用於治療慢性疼痛的是各種非鴉片類鎮痛藥，取決於疼痛是由組織損傷引起，還是周邊神經病變所引起。對那些有慢性疼痛的人，透過心理治療（包括認知行為治療法和接納與承諾療法），會在改善生活品質上產生效果。
有些患有慢性疼痛的人可能會受惠於利用鴉片類藥物治療，而另有人則可能反而會因此受到傷害。如果患有非癌性疼痛的人，如果他們沒有物質使用疾患的病史，也未有精神疾患的問題，而非鴉片類藥物無法達到目的時，可建議他們嘗試使用鴉片類藥物。但如果連鴉片類藥物也無法緩解這種疼痛的時候，就該停用。
有慢性疼痛的人有較高罹患抑鬱症的機率，但這類共病症之間的確切關聯尚未被清楚研究。有項在2017年所做關於神經可塑性的研究發現，“身體疼痛的損傷感覺路徑被證明與情緒管理共享相同的大腦區域。“慢性疼痛可能因為患者本人害怕會讓情況惡化，而減少體能活動。患者的疼痛強度、疼痛控制、和對疼痛的復原力會受到不同程度和類型的社會支持所影響，也會u受到患者本身的社會經濟地位的影響。

有種預測個人慢性疼痛經歷的方法叫生物心理社會模型，這種模型認為慢性疼痛的經驗是同時受到生物學、心理學和周遭社會環境的複雜混合影響。

## 分類
國際疼痛研究學會把慢性疼痛定義為沒有生物學價值的疼痛，在正常組織癒合後仍持續存在。DSM-5（精神疾病診斷與統計手冊第五版）承認一種慢性疼痛疾患 - 身心性疾患。其認定標準包括疼痛持續的時間超過6個月。
國際疾病分類第十一修訂版 (ICD-11) 把慢性疼痛分為7種。
1. 慢性原發性疼痛：定義為身體的一個或多個區域持續3個月的疼痛，無法用別種疼痛狀況作描述。
2. 慢性癌痛（癌症疼痛）：定義為癌症或治療癌症而產生相關的器官、肌肉骨骼、或骨質變異所造成的疼痛。
3. 慢性創傷後疼痛：受傷或手術後發生，持續3個月的疼痛，感染性或既有疾病所產生者不包括在內。
4. 慢性神經性疼痛：由體感神經系統損傷所引起的疼痛。
5. 慢性頭痛和口腔顏面疼痛（英语：orofacial pain）：源自頭部或口腔顏面的疼痛，在3個月內持續發生的時間佔有50%，或者更長。
6. 慢性內臟性疼痛（英语：visceral pain）：源自內臟器官的疼痛。
7. 慢性肌肉骨骼疼痛：源自骨骼、肌肉、關節、或是結締組織的疼痛。

慢性疼痛可分為“傷害性”（由發炎或組織受損，激活稱為傷害受器的特殊疼痛感受神經所產生）和“神經性”（由神經系統損傷或故障所引起）兩種。
傷害性疼痛可分為“淺層”和“深層”，深層疼痛又分為“軀體深處”和“器官性”。淺層性疼痛是由皮膚或淺層組織中的傷害感受神經受激活所引起。軀體深處疼痛是由韌帶、肌腱、骨骼、血管、筋膜和肌肉中的傷害感受神經受到激活的緣故，並且是隱隱、痛苦及難以確定部位的疼痛。器官性疼痛源自內臟（器官）。內臟疼痛可能是明確的局部性，但通常非常不易確定部位，當受損或發炎發生時，幾個內臟區域會產生“牽連性”疼痛，而感覺的部位卻遠離病理或損傷發生的區域。
神經性疼痛分為“周圍”（源自周圍神經系統）和“中樞”（源自大腦或脊髓）。周圍神經病變疼痛常被描述為“灼痛”、“刺痛” 、“電擊式”、“受利器刺到”、或“受別針和針刺到”。

## 原因

### 病理生理學
向背角（脊髓後灰柱）傳遞的疼痛信號受持續激活的時候，會產生疼痛增強現象，從而觸發變化，把疼痛信號傳遞的閾值降低。另外會導致非傷害性疼痛神經纖維去反應、製造以及傳輸疼痛信號。據信是C類神經纖維產生疼痛信號，這類神經具有緩慢的傳導性，並會引起持續長久的疼痛感。當慢性疼痛一旦發生，整個過程就很難被逆轉或是停止。在某些情況下，慢性疼痛可能是由會干擾神經元分化（neuronal differentiation）的遺傳因素所引起，而導致疼痛閾值永久受到降低。
由不同原因所導致的慢性疼痛已被定性為影響到大腦結構和功能的疾病。透過磁共振成像（MRI）研究，顯示涉及與疼痛處理相關的區域在解剖學和功能的連接上都有異常，即使在休息時也是如此。已有證據顯示持續性的疼痛會導致大腦灰質減少，但一旦疼痛問題獲得解決後，這種情況可被逆轉。
這些結構變化可透過神經可塑性來解釋。在慢性疼痛的情況下，身體的體感皮質定位在周圍神經和中樞神經致敏後會不適當地重組。而導致輕觸疼痛，或是痛覺過敏。有慢性疼痛的人，他們的腦電圖會顯示大腦活動改變，顯示疼痛所引起的神經可塑性變化。更具體地說, 相對的β活動（與大腦的其餘部分相比）會增加，相對的α活動減少，θ活動逐漸消失。
大腦中多巴胺管理失調可能會是同時造成慢性疼痛、失眠、和重度抑鬱疾患的機制。有慢性疼痛的人，他們的星形膠質細胞、小膠質細胞、和衛星細胞也被發現有功能失調的情況。小膠質細胞的活動增加，小膠質細胞網絡的改變，以及小膠質細胞所產生的趨化因子和細胞因子的增加，可能會讓慢性疼痛加劇。星形膠質細胞被觀察到會失去調節神經元興奮性的能力，而讓疼痛迴路中的自發神經活動增加。

## 管理
疼痛管理是種採用科際整合方式的醫學分支。結合各種醫學專業和醫療相關專業人員的知識，用於緩解疼痛並提高患者的生活品質。典型的疼痛管理團隊包括醫生（尤其是麻醉師）、復健心理學家、物理治療師、職能治療師、助理醫生和執業護士。急性疼痛通常只透過一位專家的治療即可，而對於慢性疼痛，通常需要一個團隊的合作才有機會達成。許多類型的慢性疼痛能達到完全、長期緩解的情況屬於罕見。

### 非鴉片類藥物
開始治療時，建議使用非鴉片類鎮痛藥。這類藥物包括對乙醯氨基酚（另稱撲熱息痛）或是非類固醇抗發炎藥（NSAID）。
另有其他非鴉片類鎮痛藥，根據疼痛是由組織損傷引起，或是神經性疼痛而決定使用類別。少有證據支持對癌痛或由組織損傷引起的慢性疼痛（例如類風濕性關節炎）採用鴉片類藥物做治療。對於神經性疼痛，其他藥物（如三環類抗抑鬱藥， 5-羥色胺和去甲腎上腺素再攝取抑制劑（SNRI），和抗驚厥藥）可能比鴉片類藥物更為有效，一些非典型抗精神病藥，如奧氮平，也可能有效，但支持這一點的證據還處於早期階段。對於患有慢性疼痛的女性，如口服避孕藥（俗稱“the pill”）的激素藥物可能會有幫助。但沒證據顯示哪種對某人最為有效時，醫生就必須需搜尋，以找出最適合者。醫生很難預測誰用鴉片類藥物治療疼痛之後，會發展出成癮的情況。醫生也很難知道哪些患者需要鴉片類藥物的真正原因是他們對於這類藥物成癮。對採用鴉片類藥物作治療的人，驟然停止，中斷或是撤銷治療，反會造成傷害。
介入性疼痛管理或許是合適的治療方式，包括激痛點注射（參照激痛點英文部分#Trigger point injection）、神經傳導阻滯、和放射治療等技術。雖然沒有很強的證據支持治療性超聲波療法，這種技術對改善非特異性慢性下背痛有小的功效。
心理治療，如認知行為療法和接納與承諾療法有助改善患者生活品質和減少疼痛干擾。簡短式基於正念的認知治療法(MBPM)曾被運用，但不建議用作一線治療。對於基於正念的認知治療法的有效性，有一系列的研究予以支持 。
在老年人中，運用心理干預可幫助減輕疼痛，並提高疼痛管理的自我效能。心理治療也被證明對患有慢性頭痛或混合性慢性疼痛的兒童和青少年有效。
雖然運動已被作為減輕慢性疼痛的方法，並且有產生一些功效的證據，但效果並不高，仍有做進一步的研究的需要。對於患有慢性疼痛的人，利用運動以減輕疼痛，幾乎不會產生副作用。

### 鴉片類藥物
對於從其他治療措施無法受益，並且沒有精神疾病或物質使用疾患病史的人，可嘗試使用鴉片類藥物做治療。但如果沒出現顯著的益處，建議應停止。對長期使用鴉片類藥物作治療的人，停止或減少使用或可對結果有所改善（包括疼痛在內）。
一些患有慢性疼痛的人可從鴉片類藥物治療中受益，而另一些人則不然；有些人反會受到治療的傷害。可能的害處有性激素分泌減少、性腺機能減退、不孕、免疫系統受損、老年人跌倒和骨折、新生兒戒斷症狀、心臟問題、睡眠呼吸暫停、鴉片類藥物引起的痛覺過敏、身體依賴、成癮、濫用和藥物過量。

### 替代醫學
替代醫學指的是用於治療疼痛或疾病的手段或是產品，但又通常不被視為屬於傳統醫學的類別。用在處理慢性疼痛的替代醫學可分為四類：生物性、心理和身體，身體運作、和治療能量醫學。
改變飲食被認為是生物性的替代醫學做法，被證明有助於隨著時間演進而把慢性疼痛症狀改善。在嘗試緩解慢性疼痛時，在飲食中添加補充劑是種常見的做法，受到最多研究的補充劑是：乙酰肉鹼、硫辛酸、和維生素E。在前面所提的三者中，維生素E可能是受到研究最多，有強有力的證據顯示它有助於對患有癌症、多發性硬化症、和心血管疾病的人，把他們體內的神經毒素降低。
有初步的證據顯示催眠，包括自我催眠有效。催眠，特別是可為大多數人提供疼痛緩解，並且可能是藥物治療的安全替代做法。但有證據不支持運用催眠對因脊髓受傷而引起的慢性疼痛做治療。
初步研究發現醫用大麻對治療神經性疼痛有益，但對其他類型的長期疼痛無效。截至2018年，其治療神經性疼痛或與風濕性疾病相關療效的證據不強，需做進一步的研究。最近的一項研究結果顯示，大麻素對於非癌症慢性疼痛病不會很有效。對大麻或以大麻為基底的藥物該做更嚴格的研究。
太極拳被證明可改善慢性疼痛、身體僵硬（如骨關節炎、下背痛、和骨質疏鬆症）和生活品質。針灸也被發現是種有效且能安全減輕慢性疼痛的方法（包括慢性前列腺炎/慢性骨盆疼痛綜合症）而改善生活品質。
並沒有高品質的證據支持使用穿顱磁刺激儀來緩解慢性疼痛，這類療法的效果不大，而且為期不長。
Spa療療法可能會改善患者的下背慢性疼痛，但需要更多的研究以提供更強而有力的證據。
雖然有些研究對使用貫葉連翹或肉荳蔻治療神經性疼痛的功效做過調查，但結果是引起對資料準確性的嚴重關切。
肌內效貼布尚未顯示能有效治療慢性非特異性的下背痛。
肌筋膜鬆弛法被用於處理某些纖維肌痛、慢性下背痛、和網球肘的狀況，但無足夠的證據支持將其當作治療方法。

## 流行病學
慢性疼痛在不同的國家中影響到8% - 55.2%不等的人口。受到影響的人之中，女性多於男性，慢性疼痛在全球耗用掉大批醫療資源。
一項針對歐洲15個國家和以色列所進行的大規模電話調查發現，18歲以上的受訪者中，有19%的人曾有過6個月以上的疼痛，包括在上個月，和在上週有2次以上，上次發作的疼痛強度為5或是更高（1代表沒疼痛，10則代表可想到最為疼痛的情況）。在受訪者中有慢性疼痛的人，其中有4,839人曾接受深入的訪談。在這些人之中，有66%的疼痛強度評分為中度(5-7)，34%為重度(8-10)；46%有持續性疼痛，56%則為間歇性疼痛；49%疼痛持續的時間在2-15年之間；以及有21%的人被診斷因疼痛患而罹患抑鬱症。有61%的人無法或是難以外出工作，19%的人因此失業，13%的人因疼痛而必須更換工作。40%的人有疼痛治療不足的情況，只有少於2%的人去疼痛管理專家那兒尋求協助。
在美國人口中，估計約有35%的人有慢性疼痛的問題，造成大約有5,000萬人因此部分或是完全失能的情況。根據美國國家醫學院的數據，大約有1.16億美國人有慢性疼痛的問題，這表示美國成年人中大約有一半患有某種慢性疼痛。而慈善基金會The MAYDAY Fund所提出美國有7,000萬人患有慢性疼痛的數字，則是較為保守的估計。在一項透過互聯網的研究結果，估計美國慢性疼痛的患病率為30.7%：女性有34.3%，男性有26.7%。
在加拿大，據估計大約五分之一的人患有慢性疼痛，其中一半的人患有慢性疼痛的時間長達10年或更久。加拿大的慢性疼痛患者中，女性以及加拿大原住民較為普遍，以及較為嚴重。

## 結果
患有慢性疼痛的人經常會因施用藥物治療和疾病症狀本身，而導致睡眠障礙和失眠。由於不同藥物間的可能藥物相互作用，有關睡眠的情況不易治療，尤其是在患者接受不同醫生進行治療的情況時。
嚴重的慢性疼痛與10年期間死亡風險的增加有關聯，尤其是由心臟病和呼吸系統疾病所造成。有幾種機制被提出是造成這種情況的原因，例如身體內分泌系統的壓力異常反應。此外，慢性壓力似乎透過加快斑塊在動脈血管壁上積聚的速度（動脈硬化）而提高心臟和肺臟（循環系統）健康的風險。但仍需要進一步研究來闡明嚴重慢性疼痛、壓力和心血管健康三者間的關係。
最近有項系統綜述還發現，慢性疼痛可能會增加開車人員發生碰撞車禍的風險。

## 心理學

### 個性
根據明尼蘇達多項人格問卷量表 (MMPI) ，在慢性疼痛患者中發現的兩種最常見的人格特徵是conversion V以及neurotic triad。conversion V型人格會對身體感覺表達出過度關注，在壓力下出現身體症狀，但通常不會關注自己的情緒狀況（包括憂鬱症），而neurotic triad型人格也會對身體感覺表達出過度關注，並在壓力下出現身體症狀，但會苛求，以及抱怨。
一些研究人員認為，正是這種神經質讓急性疼痛變成慢性，但臨床證據顯示出是慢性疼痛導致神經質。當長期疼痛經過治療干預而緩解時，neurotic triad型的MMPI評分和焦慮會下降，通常回復正常水準。通常慢性疼痛患者的自尊會較低，一旦疼痛緩解，這情況也會有所改善。
有人提出疼痛災難化的心態可能會在疼痛體驗中發揮作用。這種心態是傾向用比一般人更誇張的言語來描述疼痛體驗，在疼痛發生時給予更多的心思，或是在疼痛發生時更感覺無助。在災難化測量上得分高的人可能會比得分低的人會給予疼痛經驗更高的評價。一般的推理是這種災難化的傾嚮導致人會體驗更劇烈的疼痛。有種理論認為災難化通過改變注意力和預期而影響到疼痛感知，把疼痛的情緒反應升高。但至少災難化的某些部分可能是劇烈疼痛體驗後的產物，而非原因。也就是說一個人感受過的疼痛越強烈，他們就越有可能形成符合災難化定義的想法。

### 創傷合併症
患有創傷後壓力症候群(PTSD)的人有很高慢性疼痛的共病率。同時患有PTSD和慢性疼痛的患者，他們報告的疼痛嚴重程度高於沒PTSD共病的患者。

### 對認知的影響
對於慢性疼痛在認知上發生影響的領域，研究仍嫌不足，但已有一些初步結論發表。大多數慢性疼痛患者抱怨有認知功能不全的問題，例如健忘、注意力不集中、和難以完成工作。利用客觀測試會發現，有慢性疼痛的人往往會在注意力、記憶力、心理靈活性、語言能力、認知事項的反應速度和執行結構化任務的速度方面受到損害。有項在2018年所做的研究評論，把慢性疼痛患者在記憶力、注意力和處理速度的測試發生異常結果，其間的關係提出報告。

## 對社會和個人影響

### 社會支持
社會支持對患有慢性疼痛的人具有重要影響。特別是患者的疼痛強度、疼痛控制和對疼痛的復原力，被認為會受到不同水準和類型的社會支持所影響。這項研究大部分的重點放在情感、工具、和資訊的研究，持續身受慢性疼痛之苦的人傾向依賴社會支持當作應對機制，因此如果這些人身處在一個良好的社會支持環境，就會有較好的結果。根據相當多的研究報告顯示，社會活動或社會支持與疼痛之間存在直接顯著的關聯。較高的疼痛水準與社會活動、社會支持水準、以及社會功能的不足都有關聯。

### 種族差異
根據一項在2017年發表的評論報告，雖然臨床決策未受影響，但對需要疼痛治療的少數群體所具有的無意識偏見，和負面刻板印象的證據仍然存在。少數群體可能不會得到疼痛的診斷，以及接受藥物治療，並更有可能被認為是有物質濫用的人，而不轉診給疼痛專科醫生做治療。初步研究顯示，醫療衛生提供者會對非裔美國人患者缺乏同情心，低估他們的疼痛程度，導致治療延誤。少數群體可能因為語言障礙，讓患者和醫療衛生提供者之間無法做清楚的溝通，而不能得到適當的治療。

### 對不公正的感受
類似於疼痛災難化的破壞性影響，對於不公正的感受被認為是導致慢性疼痛程度加劇和持續時間拉長的原因。與疼痛相關的不公正感受被概念化，成為反映疼痛或傷害的嚴重性和無法修復的認知評估（例如，“我只想恢復我以往的生活”），以及把怨懟和不公外化（“我因為別人的疏忽而受苦。”）。有建議採用由上而下的處理/認知做評估，以了解問題，而得到更佳的理解以及處理。

### 慢性疼痛和2019冠状病毒病
2019冠状病毒病已把許多人的生活擾亂，導致對一般大眾的身體、心理和社會經濟產生重大影響。針對這個大流行，所採用的保持社交距離的措施把熟悉的社會互動模式改變，這樣的行為創造出被某些心理學家稱為進入集體哀傷（collective grief）的時期。患有慢性疼痛的人往往表現出一種模棱兩可的態度，有時表示他們所受的痛苦讓他們置身於傳統醫學之間，以及之外。全球大部分的人口因為這場大流行而需忍受社會孤立和痛苦，一項在加拿大所做研究發現，因為這場大流行，那些有慢性疼痛的人在其間遭遇的情況更加惡化。

### 慢性疼痛對工作場所的影響
在工作場所中，這種身體狀況對患有慢性疼痛的人，以及他們隸屬的組織而言，都是個大問題；由於勞動力趨向高齡化，這種問題在許多國家只會繼續惡化。有鑑於此，組織能夠顧及其所處的社會環境，以及研究環境如何可舒緩，或是會加劇慢性疼痛的因素，可能會有所幫助一些研究發現社會環境如何影響慢性疼痛的例子，例如高規格的社會完美主義（例如由外部壓力（主管）導致的完美主義）可與患有慢性疼痛的人自身的內疚感相互作用，而增加工作上的壓力，結果是把工作滿意度降低。

## 進一步閱讀
- Dowell D, Haegerich TM, Chou R. . JAMA. April 2016, 315 (15): 1624–45. PMC 6390846 . PMID 26977696. doi:10.1001/jama.2016.1464.

## 外部連結
- 中的“Chronic Pain Syndromes”
- 维基共享资源上的相關多媒體資源：pain
- International Association for the Study of Pain （页面存档备份，存于）